# Surtshellir
La Surtshellir, toponyme islandais signifiant littéralement en français « la caverne de Surt », est un tunnel de lave d'Islande formant la plus grande grotte du pays. Elle se trouve dans l'Ouest du pays, dans le Hallmundarhraun, en bordure des Hautes Terres, à l'ouest de l'Eiríksjökull et au nord-est de la Hvítárdalur.

## Dans la culture
Le clip de The Storm du compositeur allemand TheFatRat est en partie tourné dans la grotte.

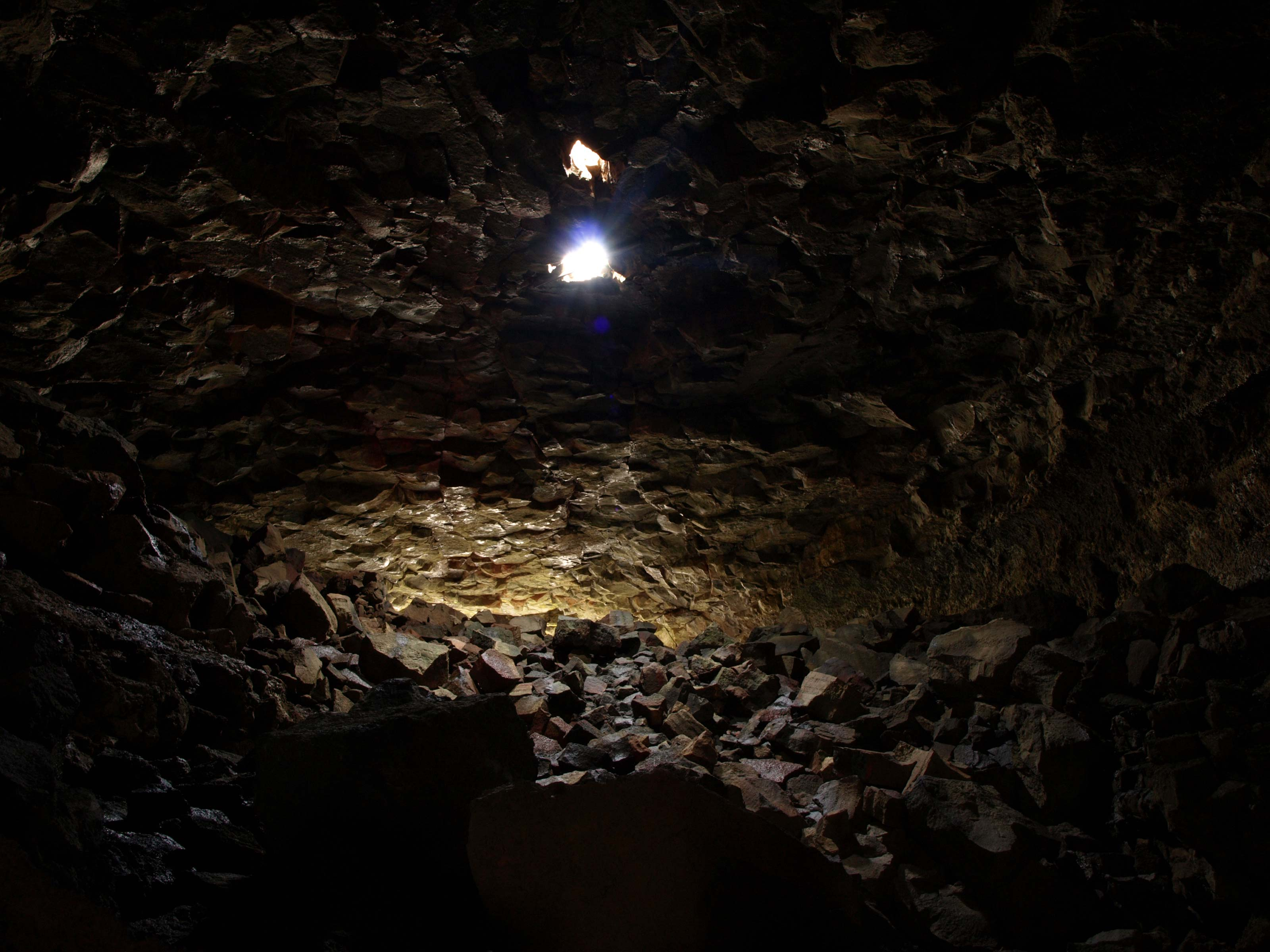
Vue de l'intérieur de la grotte.